# 20566 Laurielee
20566 Laurielee (1999 RV125) là một tiểu hành tinh vành đai chính được phát hiện ngày 9 tháng 9 năm 1999 bởi nhóm nghiên cứu tiểu hành tinh gần Trái Đất phòng thí nghiệm Lincoln ở Socorro.
Tên được đặt theo tên Laurie Lee, giám khảo vòng chung kết ở Cuộc thi nhà khoa học trẻ kênh Discovery Channel 2004.